# Willemseite
La willemseite è un minerale appartenente al gruppo del Talco-Pirofillite. Il nome è stato attribuito in onore del geologo sudafricano Johannes Willemse.

## Forma in cui si presenta in natura
La willemseite si presenta in masse compatte.